# Overlord (игра, 1988)
Overlord  — компьютерная игра в жанре военной стратегии. Выпущена компанией Cases Computer Simulations в 1988 году для ZX Spectrum 48K/128K. Стоимость игры составляла £9.95.

## Сюжет
Игра — симулятор вторжения союзников в Нормандию по мотивам книги Макса Гастинга (англ. Max Hastings) «Overlord: D-Day and the Battle for Normandy». Сюжет охватывает период от подготовки вторжения, до разгрома немецких войск во Франции.

## Геймплей
Игрок может воевать за американцев, англичан или французов. Доступны 3 уровня сложности. Необходимо выбрать для вторжения 5 пляжей из 12 возможных, а также распределить по ним свои подразделения.